# Iproniazide
L'iproniazide è una molecola ad attività antidepressiva, agisce inibendo irreversibilmente le monoaminossidasi MAOA e MAOB.

## Storia
L'iproniazide fu il primo farmaco antidepressivo messo in commercio. Le sue proprietà antidepressive furono scoperte per caso nel 1952 in quanto i pazienti affetti da tubercolosi trattati con isoniazide presentavano stati di euforia farmaco-indotti. 
Il suo meccanismo d'azione consiste nell'inibizione dell'enzima MAO, con conseguente aumento della concentrazione delle ammine biogene, quali 5-HT e NE.
Nel 1958 fu messa in commercio la forma N-isopropilata dell'isoniazide, ossia l'iproniazide, ritirata nel 1961 a causa dell'elevata epatotossicità; fu sostituita con altri farmaci a tossicità minore quali fenelzina e tranilcipromina.